# Educare alla libertà
Educare alla libertà è un saggio del docente e scrittore italiano Lamberto Borghi, pubblicato per la prima volta nel 1992. 

## Contenuto
Il volume si compone di una serie di saggi che vedono l'educazione come educazione alla libertà. L’ideale di libertà viene ripercorso storicamente, ponendone le radici nell'Umanesimo e nel Rinascimento. 
Questa pedagogia si oppone ad ogni violenza, disuguaglianza e razzismo, e si impone come via per apprendere la libertà stessa.  

## Edizioni
- Lamberto Borghi, Educare alla libertà, La Nuova Italia, 1992